# Turan Dursun
Turan Dursun (* 1934 in Şarkışla/Provinz Sivas; † 4. September 1990 in Istanbul) war zunächst ein Imam und Mufti, der nach intensivem Religionsstudium zu einem bekannten türkischen Religionskritiker und Bürgerrechtler wurde.

## Leben und Werk
Dursun wuchs in einem religiösen Elternhaus auf, sein Vater arbeitete als Imam. Dursun besuchte zunächst so genannte gizli medreseler, Religionsschulen, die trotz Verbot weiterhin eine traditionelle religiöse Ausbildung vermittelten. Er besuchte anschließend Kurse des Amtes für Religiöse Angelegenheiten und wurde 1958 als Mufti anerkannt. Für die Religionsbehörde war er in mehreren Dörfern als Imam tätig. Je intensiver er sich jedoch mit der Religion befasste, desto stärker interpretierte er einzelne Elemente als Schwächen. Er zweifelte immer mehr und wandte sich aufgrund seiner neuerworbenen Erkenntnisse und Einsichten schließlich von der Religion ab. So akzeptierte er die Evolutionstheorie und befasste sich mit Anthropologie. In türkischen Medien setzte er sich fortan kritisch mit dem Islam auseinander. 1987 lernte er Doğu Perinçek kennen und begann in der Zeitschrift 2000'e Doğru (Auf dem Weg ins Jahr 2000) zu schreiben. Artikel von ihm wurden auch in anderen Zeitschriften veröffentlicht.

## Ermordung von Turan Dursun
Am 4. September 1990 wurde Turan Dursun nach dem Verlassen seines Hauses in Istanbul erschossen. Vier Jahre später wurde ein Verfahren gegen Mitglieder einer Organisation mit dem Namen „İslami Hareket“ (islamische Bewegung) eröffnet. Ein Angeklagter wurde deshalb zu lebenslanger Haft verurteilt, der eigentliche Mörder soll sich jedoch auf der Flucht befinden.
Turan Dursun wurde auf dem Städtischen Friedhof Cebeci beigesetzt.

## Bücher (Auswahl)
- Müslümanlık ve Nurculuk (Muslimentum und die Nurcu-Bewegung), İstanbul, Verlag Kaynak, 4. Auflage (1. Auflage 1971), ISBN 9753431155
- Din bu (Das ist Religion), 3 Bände
- Kutsal Kitapların Kaynakları (Die Quellen der heiligen Bücher), 3 Bände
- Turan Dursun hayatını anlatıyor (Turan Dursun erzählt über sein Leben), Reportage mit Şule Perinçek, İstanbul, Verlag Kaynak, ISBN 9753430477